# Breakfast at Tiffany's (boek)
Breakfast at Tiffany's is een novelle van de Amerikaanse schrijver Truman Capote uit 1958. Het werd destijds samen met nog drie korte verhalen in één boek gepubliceerd.

## Synopsis
Breakfast at Tiffany's speelt zich af in New York en gaat over de vriendschap tussen twee adolescenten die in hetzelfde appartementencomplex wonen.
Het verhaal wordt beschreven door de ogen van de hoofdpersoon. Hij is schrijver en leert de socialite Holly Golightly kennen. Omdat zij de naam van de hoofdpersoon nooit te weten komt, noemt ze hem Fred. Fred is nieuwsgierig naar Holly's leven en komt langzaamaan steeds meer over haar te weten. Ze lijkt een rijk leven te leiden aan de New Yorkse Upper East Side en regelmatig de juwelier Tiffany & Co. te bezoeken maar na verloop van tijd blijkt ze eigenlijk arm te zijn. Door haar leefstijl dreigt Holly haar appartement uitgezet te worden. Zelf wil ze naar Zuid-Amerika vertrekken om daar een nieuw leven te beginnen.

## Doorwerking
- In 1961 werd de verfilming Breakfast at Tiffany's uitgebracht, met Audrey Hepburn en George Peppard in de hoofdrol.
- In 1966 werd een musical opgevoerd, gebaseerd op het boek.
- In 1996 bracht de Amerikaanse band Deep Blue Something het nummer Breakfast at Tiffany's uit.